# Pobieda (przystanek kolejowy w obwodzie moskiewskim)
Pobieda (ros. Победа) – przystanek kolejowy w miejscowości Aprielewka, w rejonie narofomińskim, w obwodzie moskiewskim, w Rosji. Położony jest na linii Moskwa – Briańsk – Kijów. Przystanek Średnicy Kałużsko-Niżegorodskiej – linii moskiewskiej kolei aglomeracyjnej.

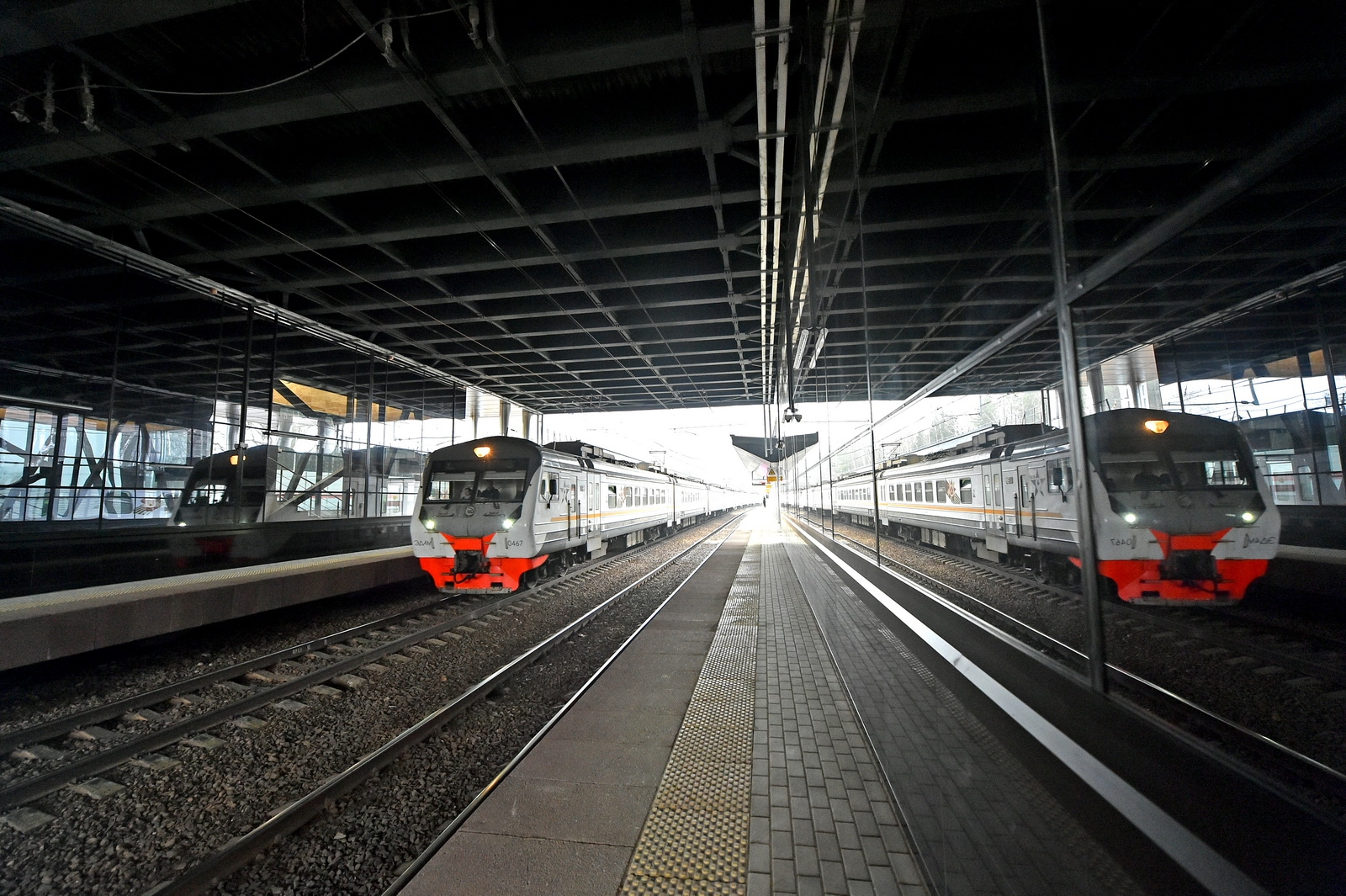
perony
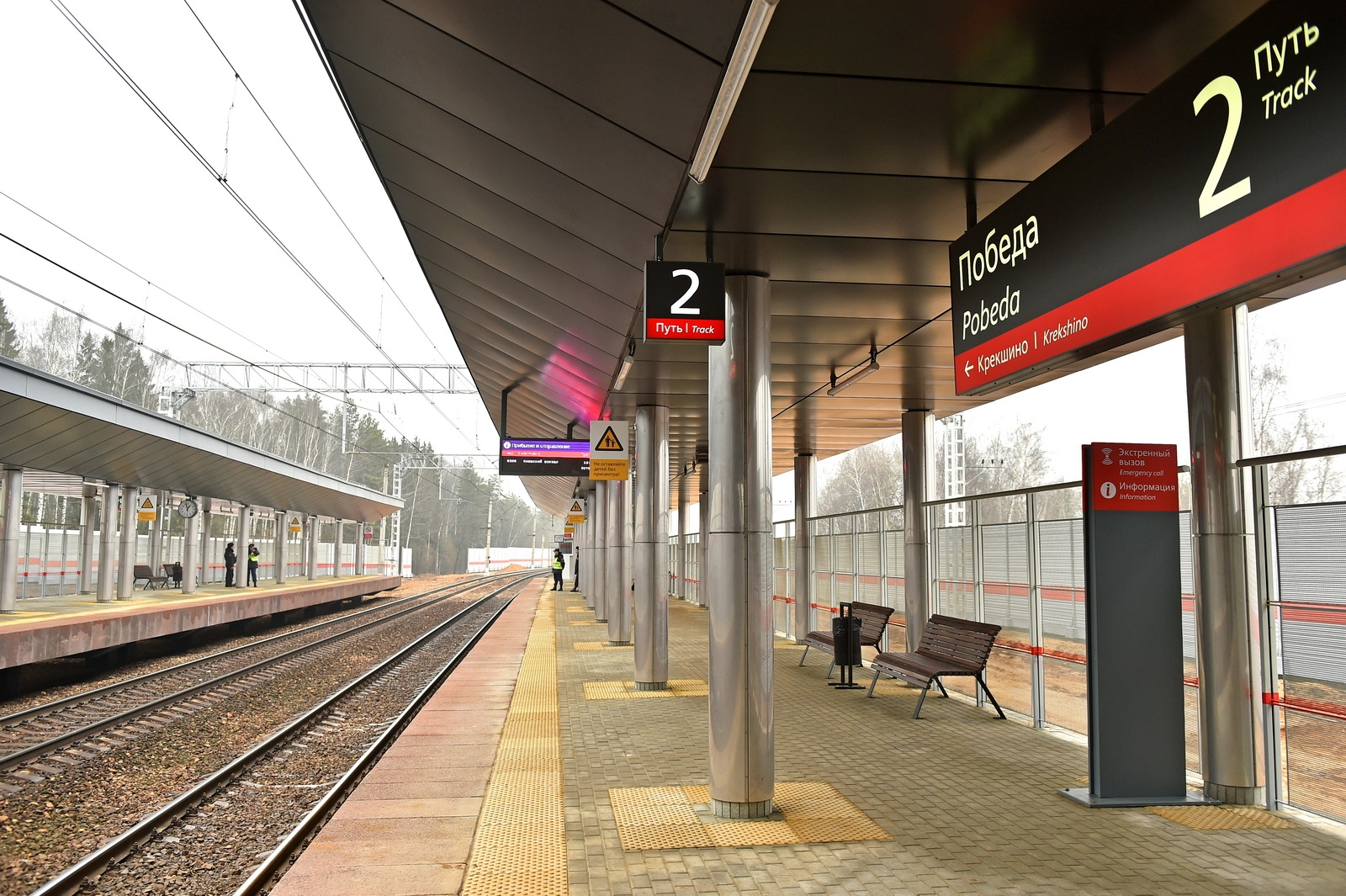
perony
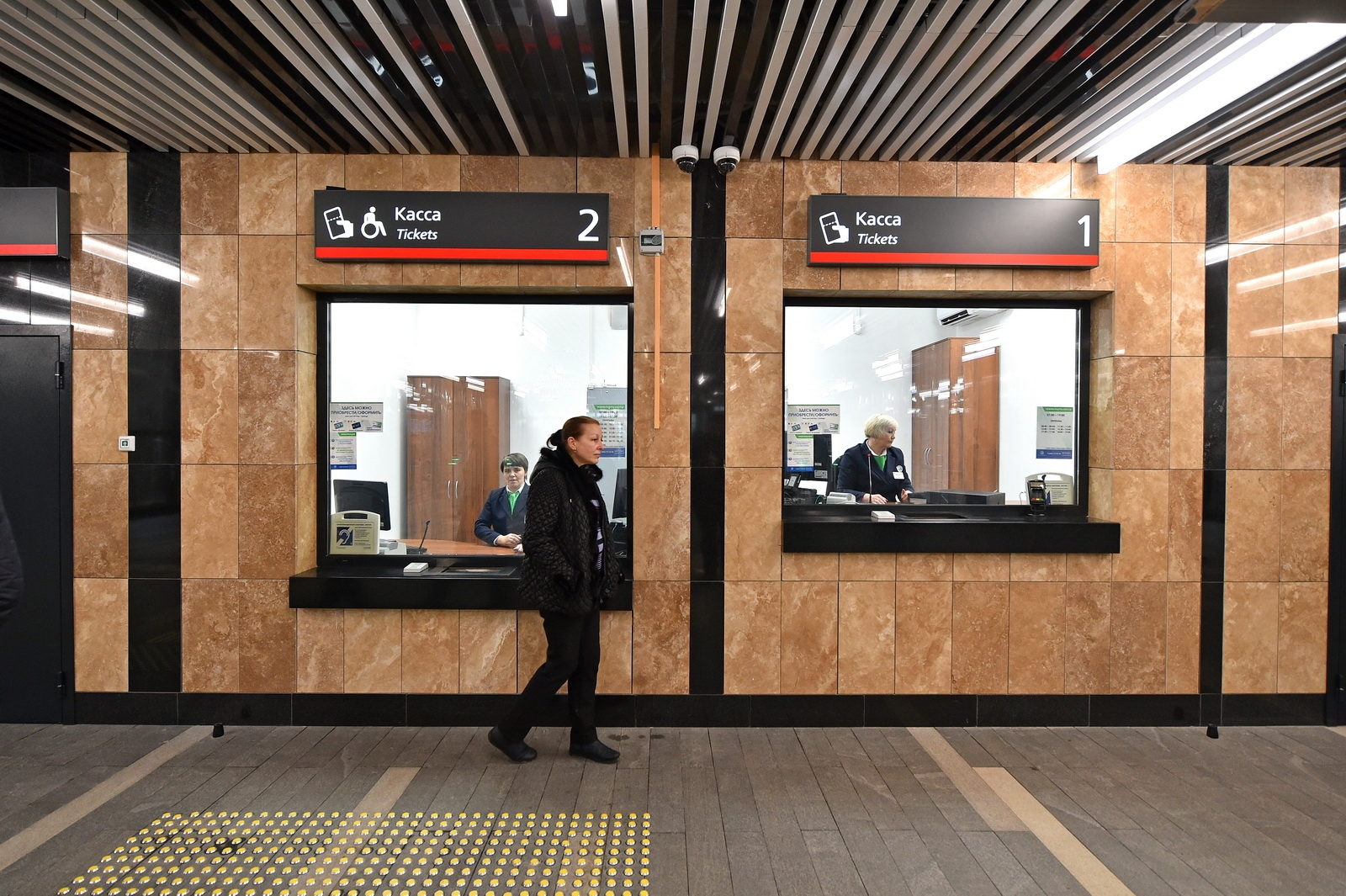
kasy biletowe
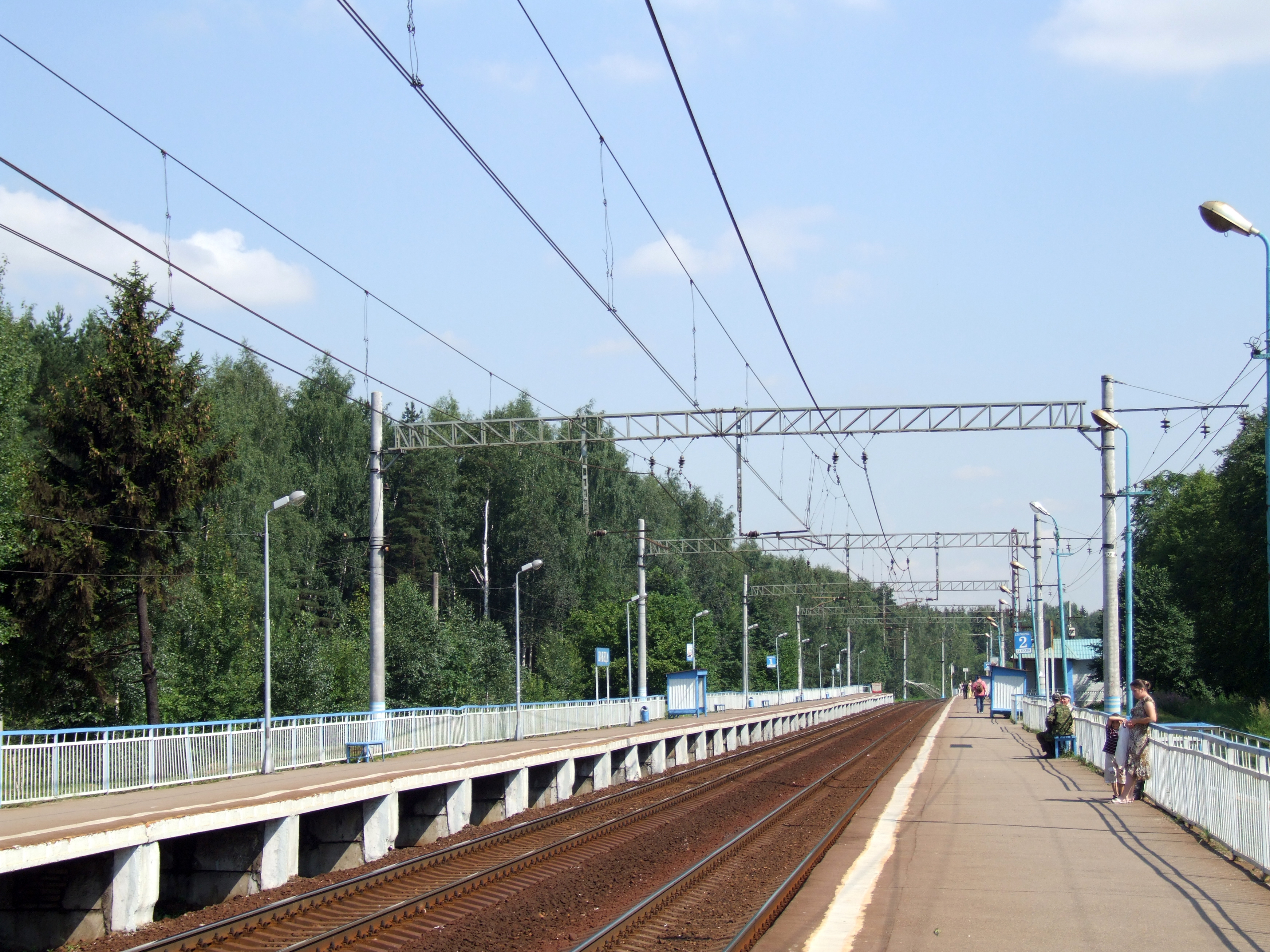
przystanek przed remontem